# Jobs (pel·lícula)
Jobs és una pel·lícula dramàtica biogràfica estatunidenca de 2013 basada en la vida de Steve Jobs, des de 1974 quan era estudiant al Reed College fins a la introducció de l'iPod el 2001. Està dirigit per Joshua Michael Stern, escrit per Matt Whiteley, i produït per Stern i Mark Hulme. Steve Jobs és interpretat per Ashton Kutcher, amb Josh Gad com el cofundador d'Apple Computer Steve Wozniak. Jobs va ser escollida per tancar el Festival de Cinema de Sundance de 2013. S'ha doblat al català.

## Repartiment

### Apple
- Ashton Kutcher com a Steve Jobs
- Josh Gad com a Steve Wozniak
- Lukas Haas com a Daniel Kottke
- Victor Rasuk com a Bill Fernandez
- Eddie Hassell com a Chris Espinosa
- Ron Eldard com a Rod Holt
- Nelson Franklin com a Bill Atkinson
- Elden Henson com a Andy Hertzfeld
- Lenny Jacobson com a Burrell Smith
- Giles Matthey com a Jony Ive
- Dermot Mulroney com Mike Markkula
- Matthew Modine com a John Sculley
- J. K. Simmons com Arthur Rock
- Kevin Dunn com Gil Amelio
- Brett Gelman com a Jef Raskin

### Família
- John Getz com a Paul Jobs
- Lesley Ann Warren com a Clara Jobs
- Abby Brammell com a Laurene Powell Jobs
- Annika Bertea com a Lisa Brennan-Jobs (adulta)
- Ava Acres com a Lisa Brennan (nena)
- Ahna O'Reilly com a Chrisann Brennan

### Altres
- James Woods com a John "Jack" Dudman
- David Denman com a Al Alcorn
- Brad William Henke com a Paul Terrell
- Robert Pine com a Edgar S. Woolard, Jr.
- Amanda Crew com a Julie
- Masi Oka com a Ken Tanaka